# Andrej Ivančík
Andrej Ivančík (* 25. května 1990, v Nitře) je slovenský záložník, v současnosti působící v FC Nitra.

## Fotbalová kariéra
Svou fotbalovou kariéru začal v FC Nitra, kde se stupně propracoval přes mládež až do A-týmu. V zimě 2013 odešel hostovat do FK Slovan Duslo Šaľa.